# Eranno bifrons
Eranno bifrons är en ringmaskart som beskrevs av Johan Gustaf Hjalmar Kinberg 1865. Eranno bifrons ingår i släktet Eranno och familjen Lumbrineridae. Arten har ej påträffats i Sverige. Inga underarter finns listade i Catalogue of Life.